# Elke Purpus
Elke Purpus (* 1961 in Bremen) ist eine deutsche Kunsthistorikerin und seit 2004 Direktorin der Kunst- und Museumsbibliothek der Stadt Köln (KMB).

## Leben
Nach dem Studium der Kunstgeschichte, Klassische Archäologie und Publizistikwissenschaft in Göttingen und an der Freien Universität Berlin mit Abschluss Magister Artium (1990), promovierte Purpus 1996 in Berlin über die Blockbücher der Apokalypse bei Reiner Haussherr in Berlin. Von 1992 bis 1994 absolvierte sie das Referendariat für den Höheren Bibliotheksdienst an wissenschaftlichen Bibliotheken in der FU Berlin und der Bibliotheksschule in Frankfurt a. M. Nach einem Werkvertrag in der Kunstbibliothek der SMPK in Berlin 1996, übernahm sie neben mehreren Fachreferaten den Aufbau des Referats für Öffentlichkeitsarbeit an der SUB Göttingen. Gleichzeitig organisierte Purpus während dieser Zeit mehr als zehn Ausstellungen für die SUB Göttingen, mit z. T. umfangreichen Katalogen. Besonders erfolgreich waren die Ausstellungen:
- Sibirien, Finnland, Ungarn: finnisch-ugrische Sprachen und Völker in der Tradition eines Göttinger Sondersammelgebietes.
- „Der gute Kopf leuchtet überall hervor“: Goethe, Göttingen und die Wissenschaft.
- Gutenberg und seine Wirkung.

2000 übernahm Purpus die Leitung der KMB. Seit 2004 ist sie Direktorin der Kunst- und Museumsbibliothek/Rheinisches Bildarchiv der Stadt Köln, dem „intellektuellen Herz der Kölner Museen“ oder allgemein dem „Gehirn der Kunst“.

## Kunst- und Museumsbibliothek der Stadt Köln
Purpus hat in ihrer bisherigen Amtszeit zahlreiche zentrale Projekte angestoßen und Entwicklungen eingeleitet. Hierzu gehören im Wesentlichen im Bereich des Wissenschaftsmanagements die stetige und nachhaltige Verbesserung der Serviceleistungen der KMB (etwa Dokumentlieferdienst, die Erschließung der Künstlerdossiers/Kleinschriften) und die Beseitigung des technologischen Rückstands des Rheinischen Bildarchivs. Der Schritt von der analogen zur digitalen Fotografie wurde eingeleitet und entsprach der Aufgeschlossenheit technischen Innovationen gegenüber, die alle Direktoren der KMB auszeichnen. Forschungsergebnisse und Bestandsbeschreibungen der KMB werden in den beiden Schriftenreihen der Institution veröffentlicht.
Die wichtigsten initiierten Projekte sind: das "Archiv des Gedenkens an die NS-Zeit im Rheinland" (in Kooperation mit dem Landschaftsverband Rheinland), die Beteiligung der KMB an dem Projekt "Kunst im öffentlichen Raum in Köln" und das von der Deutschen Forschungsgemeinschaft geförderte Projekt "Galeriepublikationen", mit dem in der KMB ein möglichst umfangreicher Bestand dieser Publikationen aufgebaut werden soll.
Zudem wurden wichtige Sammlungen und Bibliotheken übernommen, wie z. B. die Bibliothek Peter und Irene Ludwig, die Bibliothek Evelyn Weiss, die Bibliothek George Brecht, Die Sammlung Künstlerinnen und die Kunstdokumentation Kittel, wie auch die KMB-eigene Sammlung Künstlerbücher und Buchobjekte vertieft und stärker herausgestellt wurde.
Neben zahlreichen Veröffentlichungen im bibliothekarischen Bereich und zur Kunst- und Museumsbibliothek gehören zu den Forschungs- und Veröffentlichungsschwerpunkten von Purpus Mahnmale zur NS-Zeit und Künstlerbücher. Insbesondere die Künstlerbücher werden durch zahlreiche Ausstellungen in der KMB als „lebendig-aktuelle Gegenwartsobjekte“ vorgestellt.

## Vorstandstätigkeiten
- 2008–2012: stellv. Vorsitzende des Vorstandes der Sektion Geschichte und Archive der Deutschen Gesellschaft für Photographie e. V.
- 2010: zur Vorsitzenden der Arbeitsgemeinschaft der Kunstbibliotheken (AKB) gewählt
- Aktuell: Mitglied des Vorstands im Architektur Forum Rheinland e. V. und der Freunde der Kunst- und Museumsbibliothek e.V.

## Veröffentlichungen (Auswahl)
Gutenberg-Gesellschaft und Gutenberg-Museum (Hg.): Blockbücher des Mittelalters: Bilderfolgen als Lektüre; [Katalogtexte: Sabine Mertens, Elke Purpus und Cornelia Schneider], Mainz 1991.
- Die Blockbücher der Apokalypse, Marburg 1999 (zugleich Diss. FU Berlin 1996).
- zusammen mit Elmar Mittler und Georg Schwedt (Hg.), „Der gute Kopf leuchtet überall hervor“. Goethe, Göttingen und die Wissenschaft, Göttingen 1999.
- „Verwelkte Rosen gibt es in der DDR nicht“ – Zur Einführung in Heinz Tetzners druckgrafisches Werk, in: Tetzner, Charlotte: Frierende. Mit Zeichnungen und Holzdrucken von Heinz Tetzner (hrsg. von Hans Hesse), Essen 2004, S. 80–97.
- Möglichkeiten und Verfahren der Retrodigitalisierung – Aus der Praxis für die Praxis, in: AKMB news 10 (2004), Heft 3, S. 55–57.
- Herausgeberin der Schriftenreihe der Kunst- und Museumsbibliothek 1996 der Stadt Köln. Bisher erschienen: Purpus, Elke/Sellen, Günther B.: Bunker in Köln – Versuche einer Sichtbar-Machung, Bd. 1 der Schriftenreihe der Kunst- und Museumsbibliothek der Stadt Köln, Essen 2006; Purpus, Elke: Die Kunst- und Museumsbibliothek der Stadt Köln. Die Geschichte der Bibliothek und des Fotoarchivs, Bd. 2 der Schriftenreihe der Kunst- und Museumsbibliothek, Essen 2007; Hesse, Hans/Purpus, Elke: Gedenken und Erinnern im Rhein-Erft-Kreis. Ein Führer zu Mahnmalen, Denkmälern und Gedenkstätten des Ersten Weltkriegs und zur NS-Zeit (sowie des Zweiten Weltkriegs), Bd. 3 der Schriftenreihe der Kunst- und Museumsbibliothek, Essen 2008; Hesse, Hans/Purpus, Elke: Mahnmalführer Köln. Ein Führer zu Kölner Denkmälern zur Erinnerung an Verfolgung und Widerstand im Nationalsozialismus. Bd. 4 der Schriftenreihe der Kunst- und Museumsbibliothek, Essen 2010.
- Herausgeberin der Kleinen Schriften der Kunst- und Museumsbibliothek der Stadt Köln. Bisher erschienen: Hesse, Hans/Purpus, Elke: Gedenk-Räume, Kleine Schriften der Kunst- und Museumsbibliothek, Bd. 1, Köln 2011; Inge Schmidt, das eine, das das andere wollte – Künstlerbücher, Bd. 2, Köln 2013.
- Herausgeberin des Kölner Museums-Bulletin 1/2006, 2/2006, 3/2006, 4/2006.
- Redaktion AKMB-news von 2001 bis 2006.
- Kunst- und Museumsbibliothek – ein Dokumentationszentrum zur Kunst, in: Kölner Museums-Bulletin, 3/2008, S. 50–55.
- Online-Systematik der Kunst- und Museumsbibliothek (KMB) der Stadt Köln, in: ProLibris 13/2008, S. 153–154.
- Das Rheinische Bildarchiv der Stadt Köln. Dienstleister für die Kölner Museen und Abteilung einer Dokumentationseinrichtung zur Kunst, in: Rundbrief Fotografie Vol. 16 (2009), Nr. 1, S. 13–18.
- 10 Jahre EDITIONALE in Köln, in: Kölner Museums-Bulletin, 1/2009, S. 60–62.
- zusammen mit Hans Hesse: Die Barbara-Kapelle in Pulheim –„Ruhmeshalle der Kriegsheiligen“ oder „Pantheon der Glaubenskämpfer“?, in: Pulheimer Beiträge zur Geschichte, Band 34/2009, S. 334–369.
- zusammen mit Hans Hesse: „Vor der eigenen Haustür wird die Verdrängung schwieriger“. Gunter Demnigs Projekt STOLPERSTEINE in Frechen, in: Jahrbuch des Frechener Geschichtsvereins e.V., Bd. 5/2009, S. 221–250.
- Christine Litke: Unikatbücher, in: Kölner Museums-Bulletin, 3/2009, S. 24–31.
- zusammen mit Hans Hesse: Monuments and Commemorative Sites for German Expelles, in: Niven, Bill/Paver, Chloe, Memorialization in Germany since 1945, Basingstoke 2010 (Palgrave Macmillan), S. 48–57.
- zusammen mit Hans Hesse: Willy Meller (1887–1974) – Skizzen über den Kölner Künstler und seine Arbeiten für die NS-Ordensburgen, in: Geschichte in Köln 59/2012, S. 231–268.